# Две собаки
«Две собаки» (фр. Deux Chiens) — картина художника Пьера Боннара, созданная в 1891 году; находится в британской галерее Southampton City Art Gallery (Саутгемптон).

## История и описание
В 1891 году Пьер Боннар стал участником конкурса, задачей которого было создание дизайна мебели для столовой. Хотя его проект не был реализован, Боннард использовал уже созданный дизайн двери шкафа для картины «Две собаки» (Deux Chiens Jouant, «две собаки играют»). В качестве моделей для двух изображенных на картине пуделей, возможно, послужила собственная собака Боннара, по кличке «Ravageau». Простая, но выразительная композиция, а также и использование нескольких «цветовых блоков» показывают интерес художника к японским гравюрам: в данной работе, наравне с картиной «Этюд кошки» (1890), Боннар пытается использовать опыт японских мастеров и оживить чистую декоративность жизненными впечатлениями. При этом чёрные собаки являются часто повторяющимся — важным — сюжетом для автора.
В 1963 году картина, размер которой составляет 370 (или 363) на 397 мм, оказалась галерее британского Саутгемптона — по завещанию владельца галереи, коллекционера и влиятельного покровителя искусств Артура Тилдена Джеффресса (Arthur Tilden Jeffress, 1905—1961).